# نيكولا ستويكوفيتش
نيكولا ستويكوفيتش (بالصربية: Никола Стојковић)‏ هو لاعب كرة قدم صربي في مركز الوسط، ولد في 2 فبراير 1995 في سميديريفو في صربيا. لعب مع النجم الأحمر بلغراد.

## وصلات خارجية
- نيكولا ستويكوفيتش على موقع قاعدة بيانات كرة القدم.إي يو (الإنجليزية)
- نيكولا ستويكوفيتش على موقع Soccerway.com (الإنجليزية)
- نيكولا ستويكوفيتش على موقع عالم كرة القدم.نت (الإنجليزية)